# Stick shaker
Lo stick shaker (letteralmente scuoti-barra) è un dispositivo meccanico che fa vibrare velocemente e rumorosamente la barra di comando per avvertire il pilota che è imminente uno stallo. Viene utilizzato sulla maggior parte degli aeroplani di linea e militari e su gran parte dei business jet.
Lo stick shaker è un componente del sistema di protezione anti-stallo, che è composto da sensori dell'angolo d'attacco (AoA) montati sulle fusoliera e collegati ai computer dell'avionica. I computer ricevono segnali sia dai sensori dell'AoA che da diversi altri sensori; quando la comparazione dei dati indica un probabile stallo imminente, il computer attiva gli stick shaker di entrambi i piloti.
Il dispositivo è composto da un motore elettrico collegato ad un volano volutamente sbilanciato. Quando si aziona induce una potente, rumorosa ed inconfondibile vibrazione della barra di comando. Questa vibrazione è simile per frequenza ed ampiezza alla vibrazione prodotta sulla barra di comando dalle forze aerodinamiche che si generano a causa della separazione del flusso dell'aria sulle ali nel momento che precede lo stallo. Lo stick shaker è pensato per essere di supporto agli allarmi di stallo di tipo acustico e/o visivo, nel caso in cui i piloti possano essere distratti da altri allarmi.
Nei grandi aeroplani, soprattutto in quelli dotati di impennaggio a T che sono più difficili da governare in caso di stallo, alcuni sistemi anti-stallo possono includere lo stick pusher, un dispositivo oleodinamico (o servomeccanico) che spinge automaticamente in avanti il comando dell'equilibratore quando l'AoA raggiunge valori predeterminati.